# Bryomaltaea obtusifolia
Bryomaltaea obtusifolia är en bladmossart som beskrevs av Goffinet in Goffinet och Dale Hadley Vitt 1998. Bryomaltaea obtusifolia ingår i släktet Bryomaltaea och familjen Orthotrichaceae. Inga underarter finns listade i Catalogue of Life.